# Касано (Авелино)
Касано (итал. Cassano) је насеље у Италији у округу Авелино, региону Кампанија.
Према процени из 2011. у насељу је живело 548 становника. Насеље се налази на надморској висини од 400 м.